# Coves de Bhaja

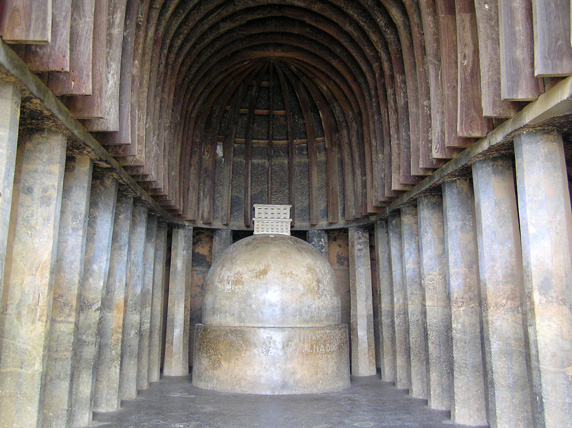
Nau central d'una cova de Bhaja amb una stupa al centre de l'absis

Les coves de Bhaja (en maratí: भाजा) són un grup de 22 coves tallades en la roca que es remunten al segle ii aC, situades al costat del poble de Bhaja, districte de Puna, estat de Maharashtra (Índia).
Les coves estan en una important ruta antiga que anava del mar d'Aràbia a la regió de Dècan, traçant la divisió entre l'Índia del Nord i la del Sud. Les inscripcions i els temples de les coves tenen la consideració de monument nacional per part del Servei Arqueològic de l'Índia. És un dels centres més importants de la secta budista hinayana. Les coves tenen diverses stupa a l'aire lliure i són importants també per la seua arquitectura en fusta.

## Arquitectura

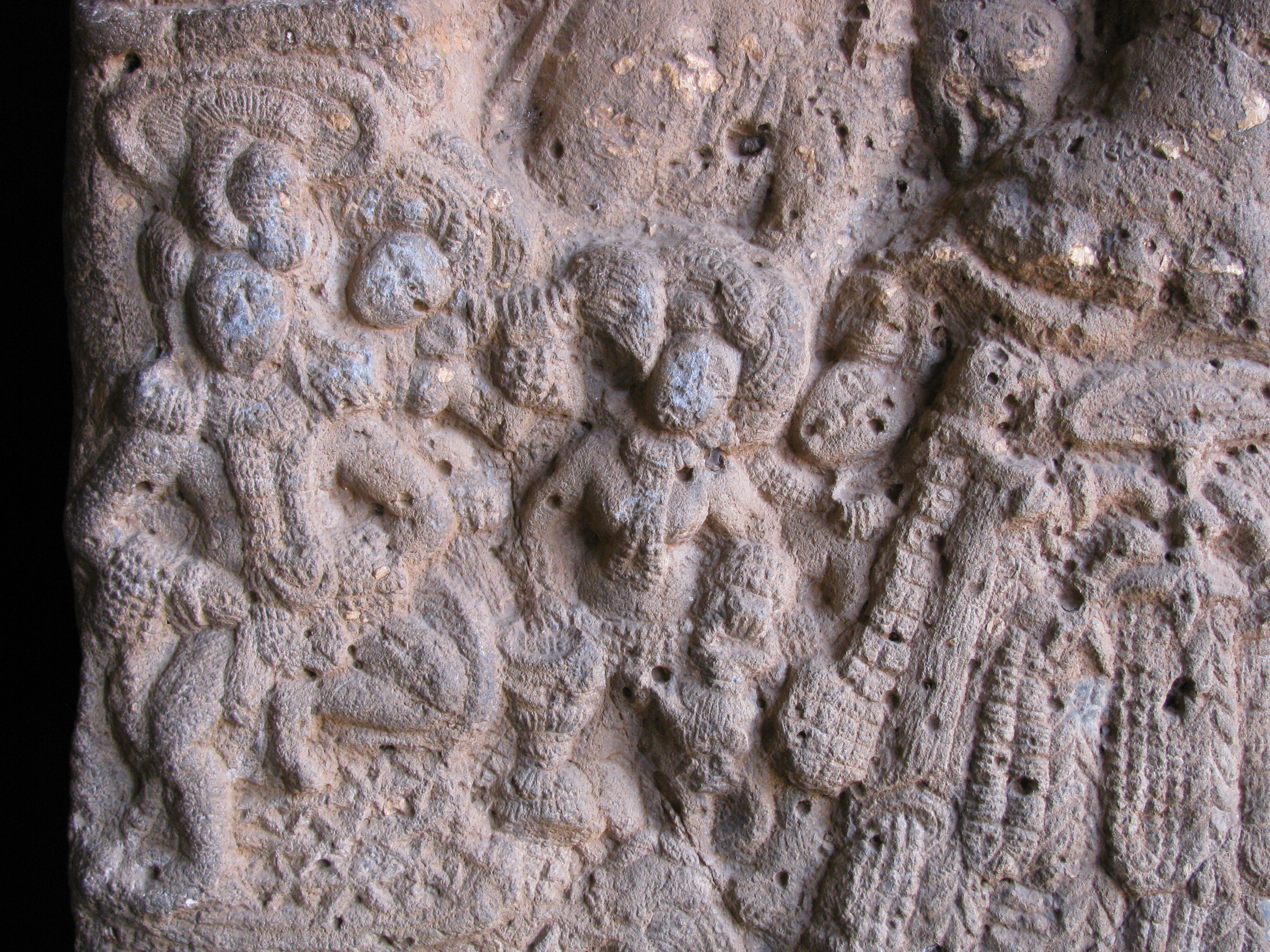
Un gravat mostra una dona tocant el tabla

Les coves de Bhaja comparteixen disseny amb les coves de Karla. El seu aspecte més important és la capella allargada —chaityagriha— que té una entrada oberta amb arc de ferradura. Diverses coves tenen una nau i passadissos laterals, amb un absis que conté una stupa sòlida, i un passadís que envolta l'absis.
Les capelles contenen algunes imatges de Buda. Una inscripció de la cisterna mostra el nom d'un donant, Maharathi Kosikiputa Vihnudata, del s. II. Una biga de fusta té altres dues inscripcions més, datades del s. II ae.
Les escultures testimonien pentinats elaborats, garlandes i joieria; originàriament havien d'estar pintades en colors vius, però més tard es cobriren amb algeps. Tenien representacions simbòliques de Buda, i això és un tret de budisme primitiu. Després del s. IV es pintava a Buda de manera figurativa.
Prop de la darrera cova hi ha una cascada: en l'època del monsó, aboca sobre una petita bassa.
Aquestes coves proporcionen també informació sobre la història de la tabla, un instrument tradicional indi.

## Stupa

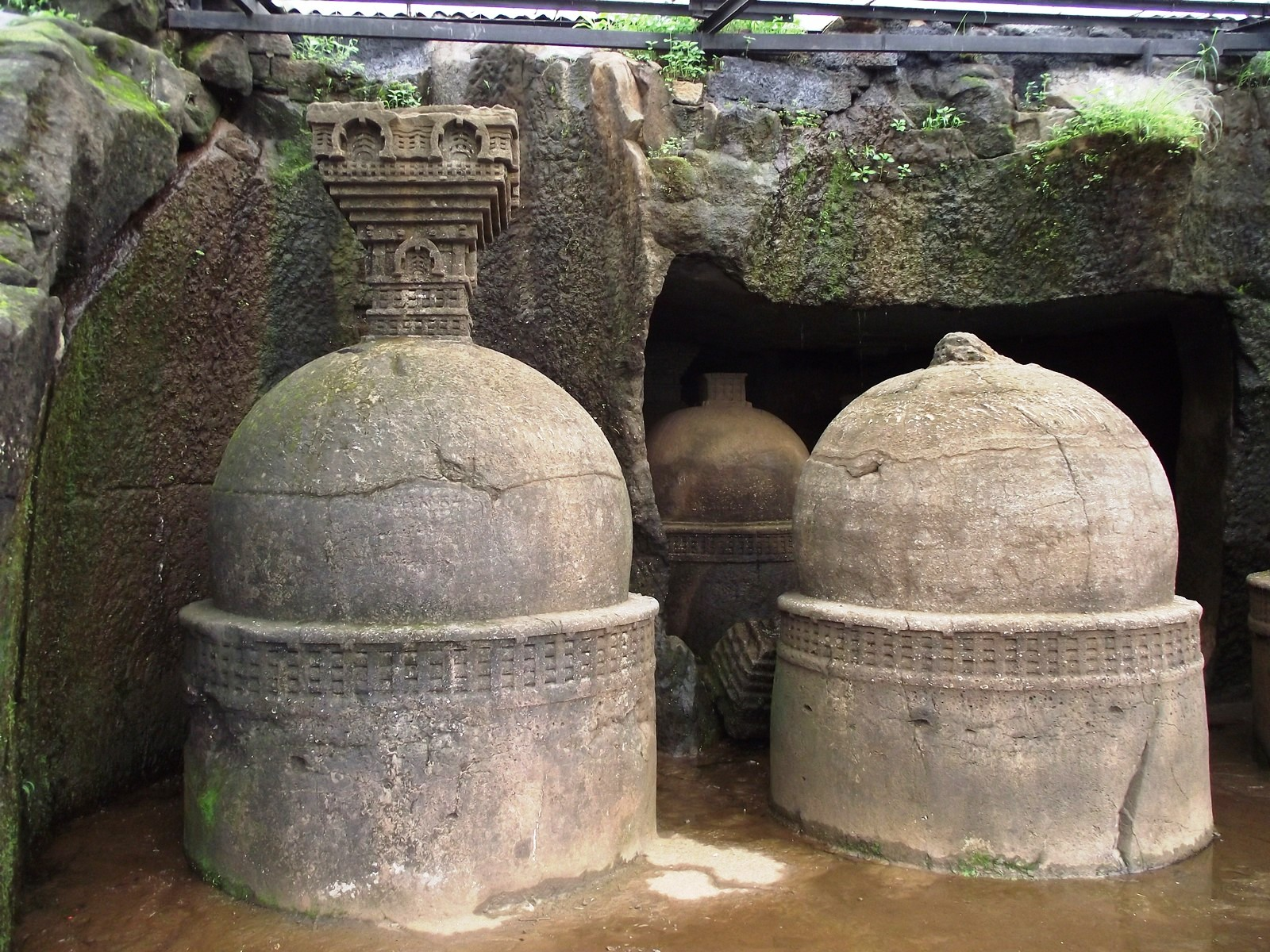
Stupa de les coves de Bhaja

Una part important del conjunt monumental són els seus catorze stupa, cinc a l'interior i nou a fora. Els stupa són relíquies de monjos que visqueren i moriren a Bhaja, i contenen una inscripció amb el nom de tres monjos: Ampinika, Dhammagiri i Sanghdina. Els stupa estan molt llaurats i dos en tenen una caixa de relíquies a la part superior.

## Galeria d'imatges

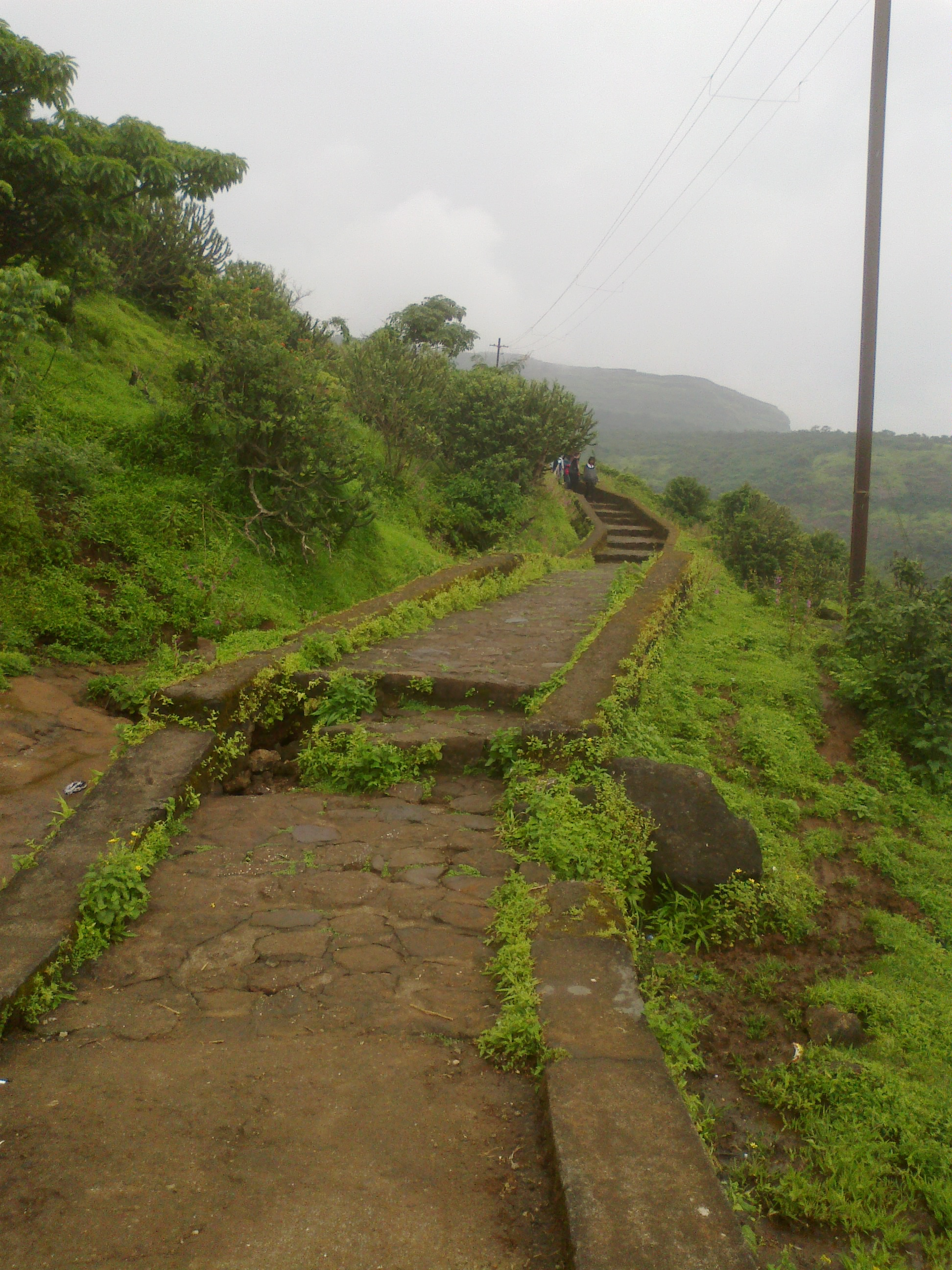
Escales d'accés a les coves de Bhaja
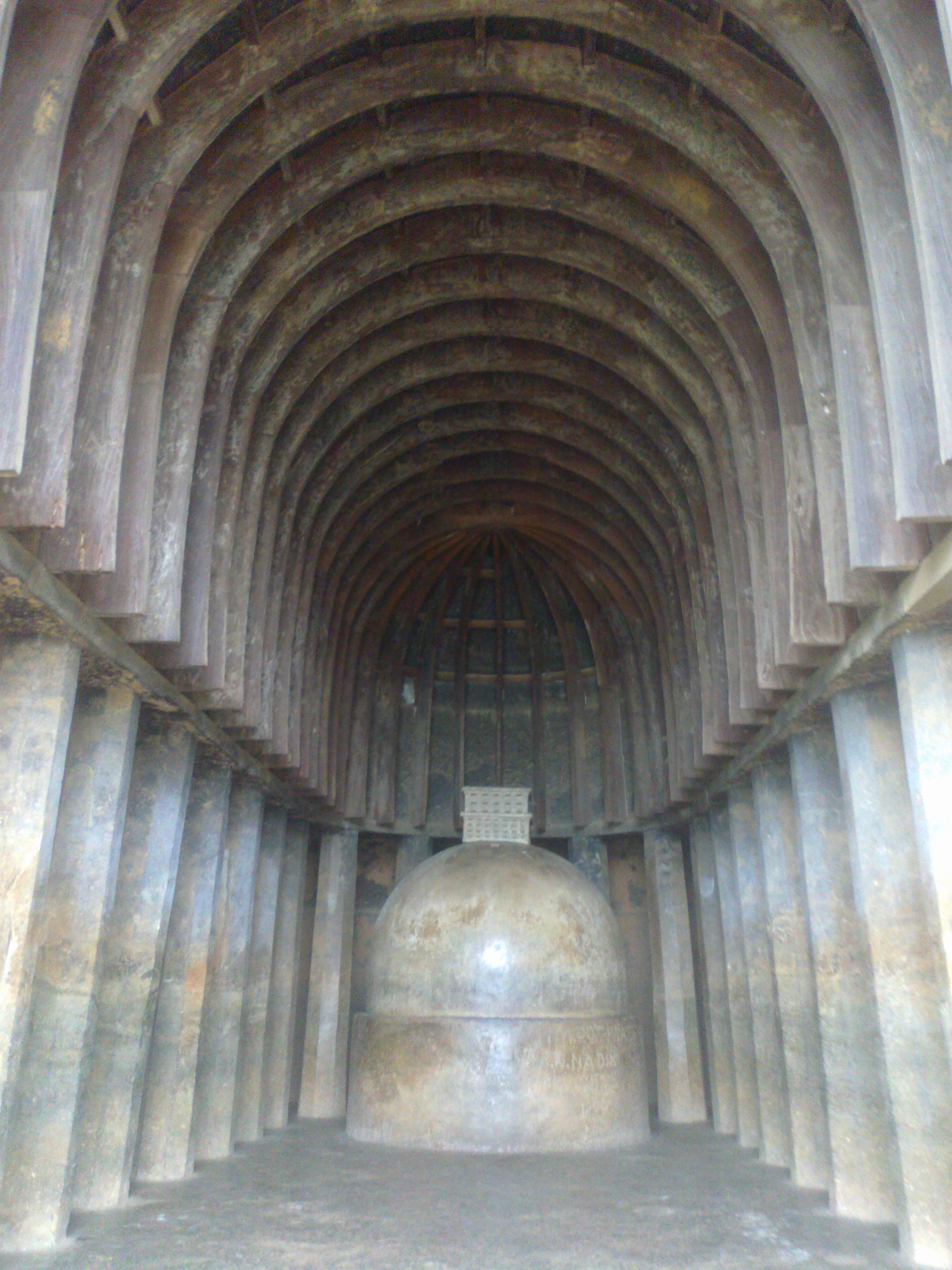
Capella en les coves de Bhaja
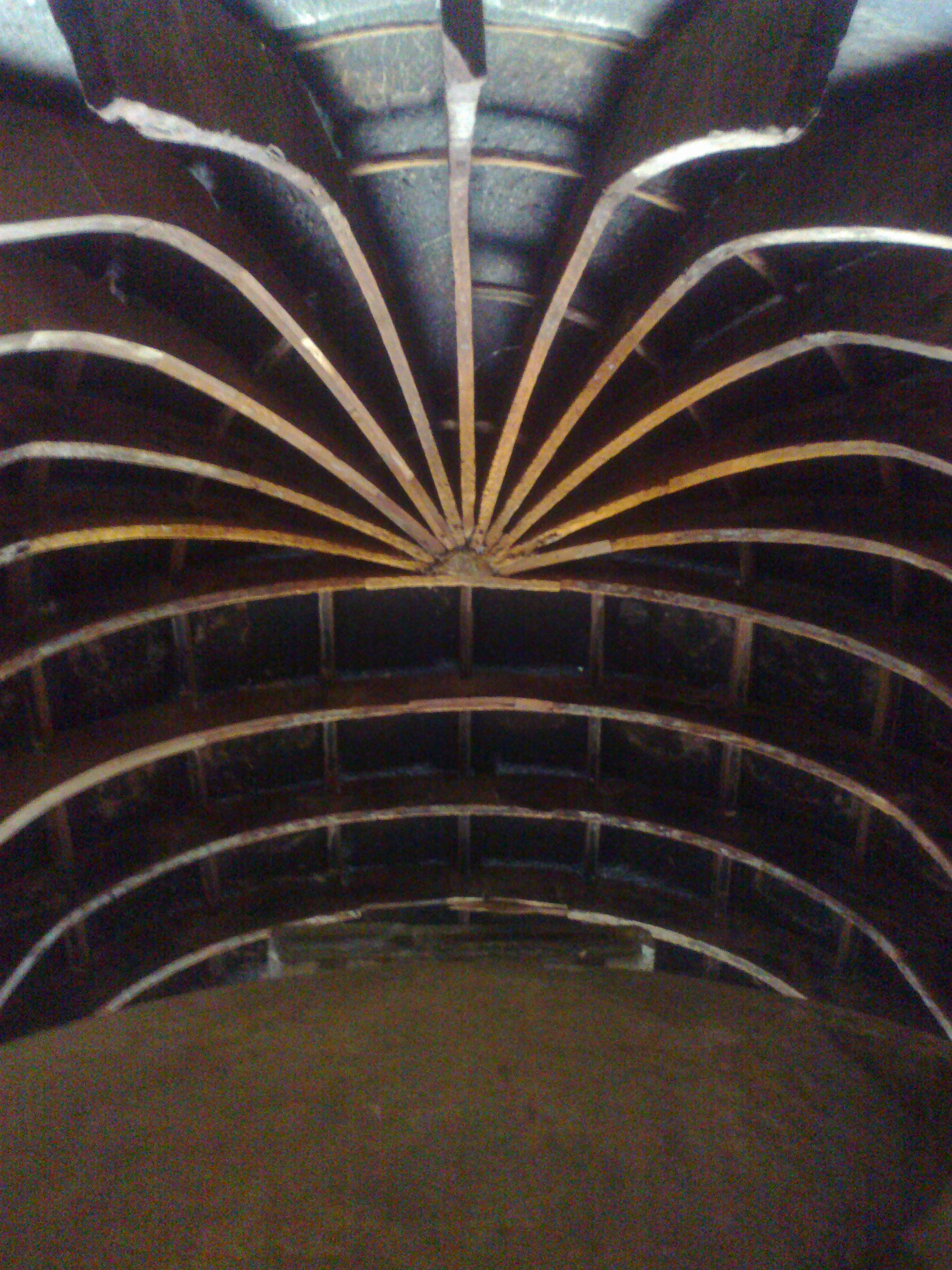
Tancament de fusta en la chaitya principal
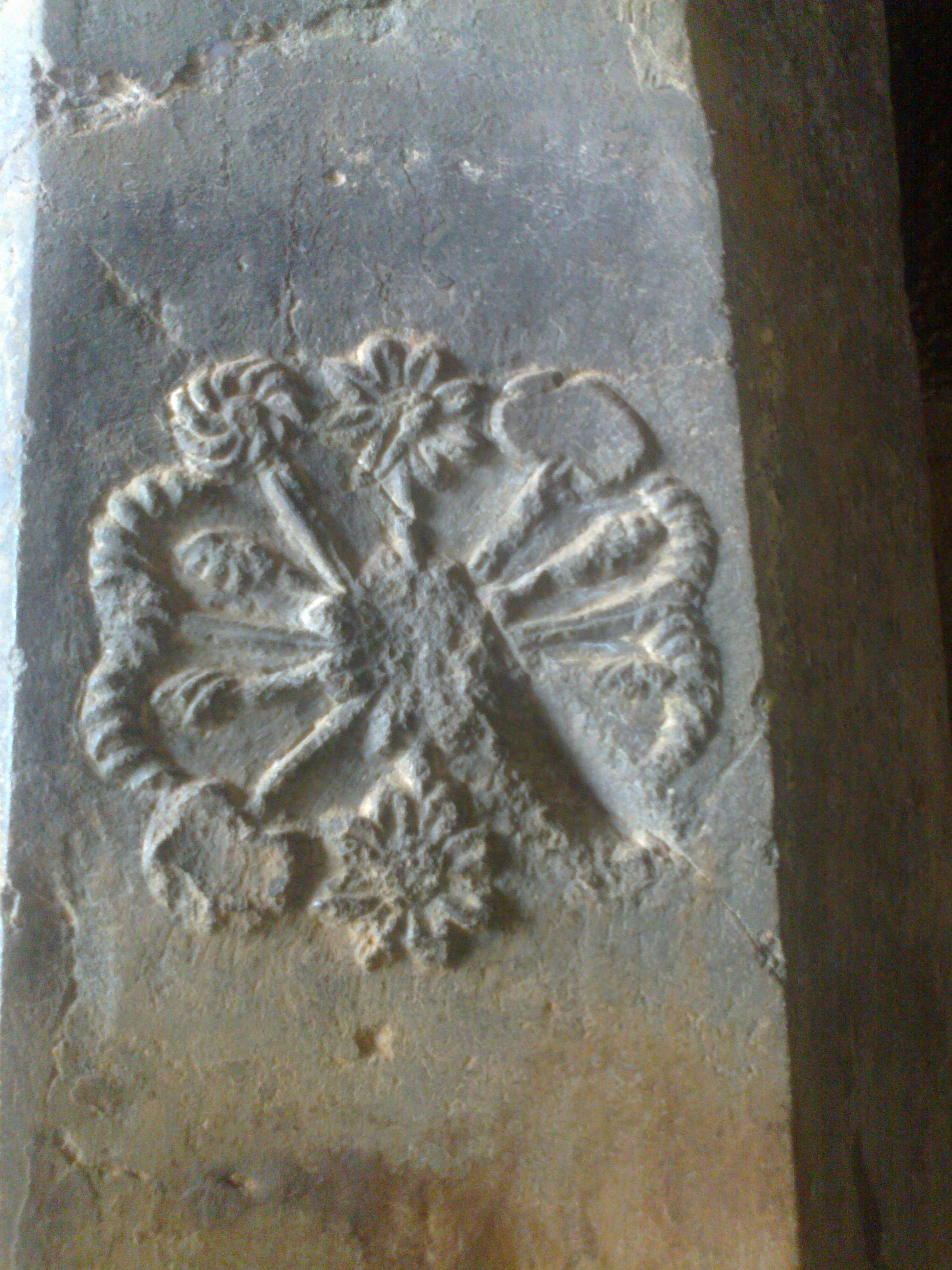
Gravats en les coves de Bhaja
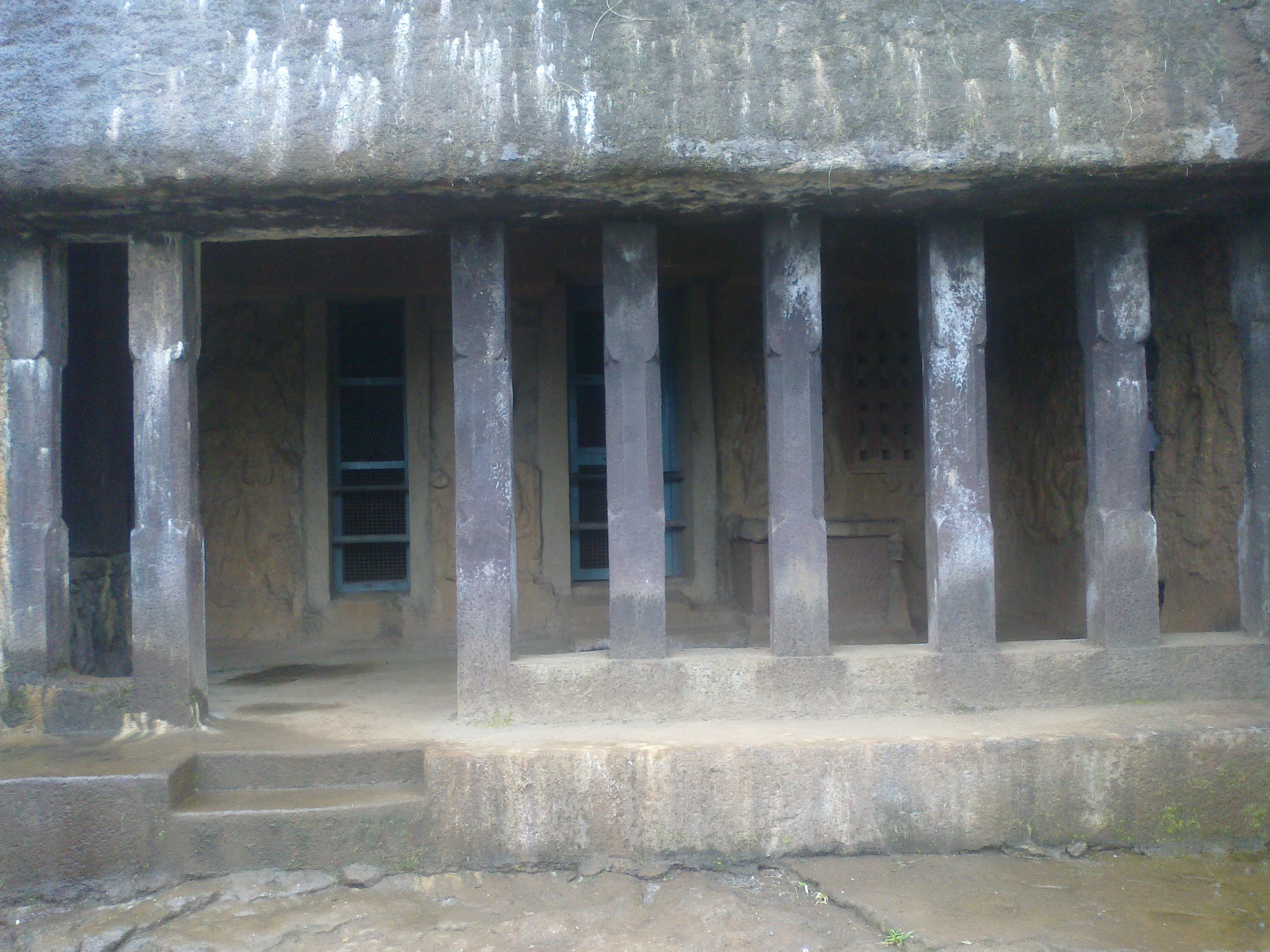
Coves de Bhaja

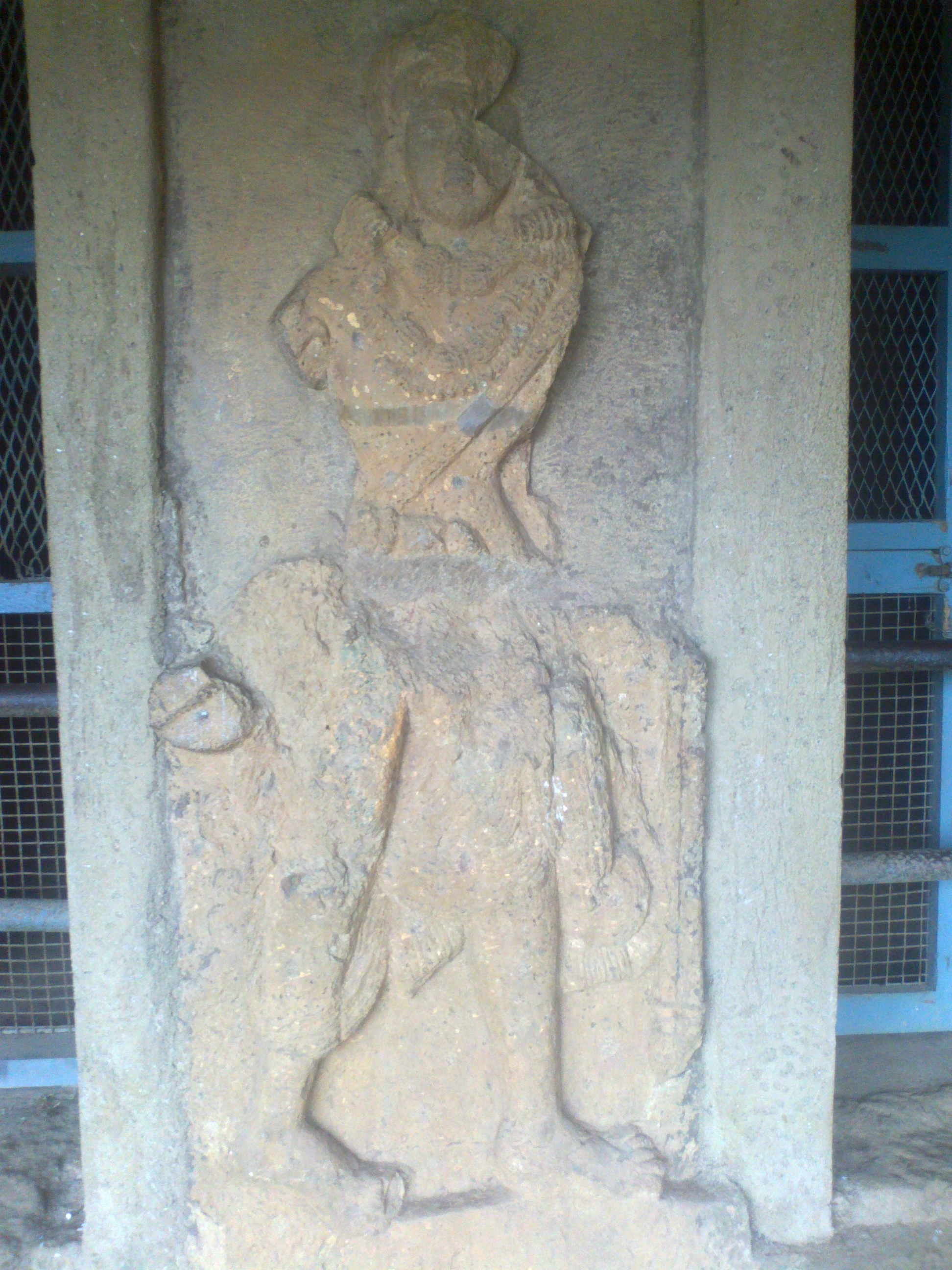
Gravats en les coves de Bhaja
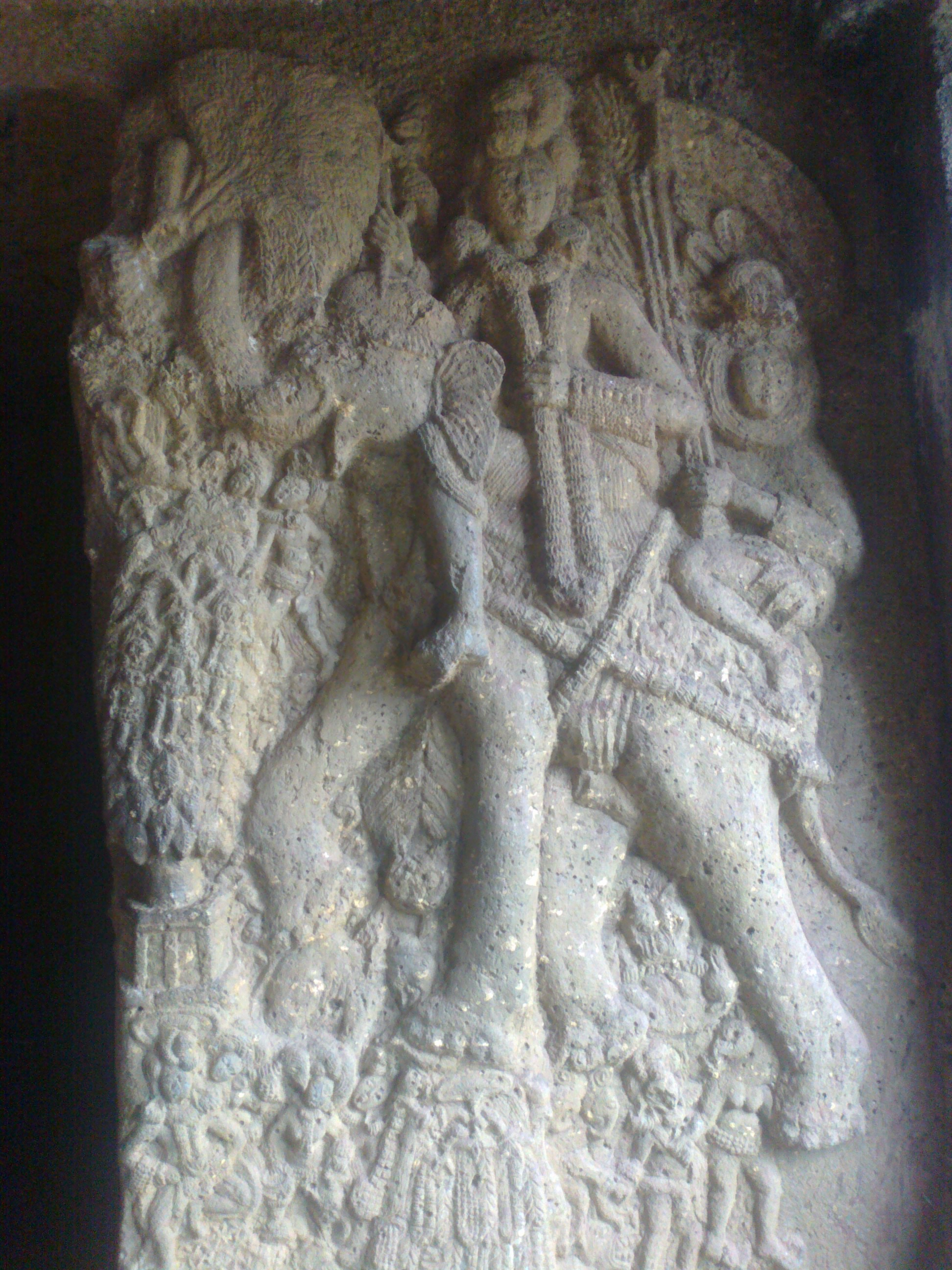
Gravats en les coves de Bhaja
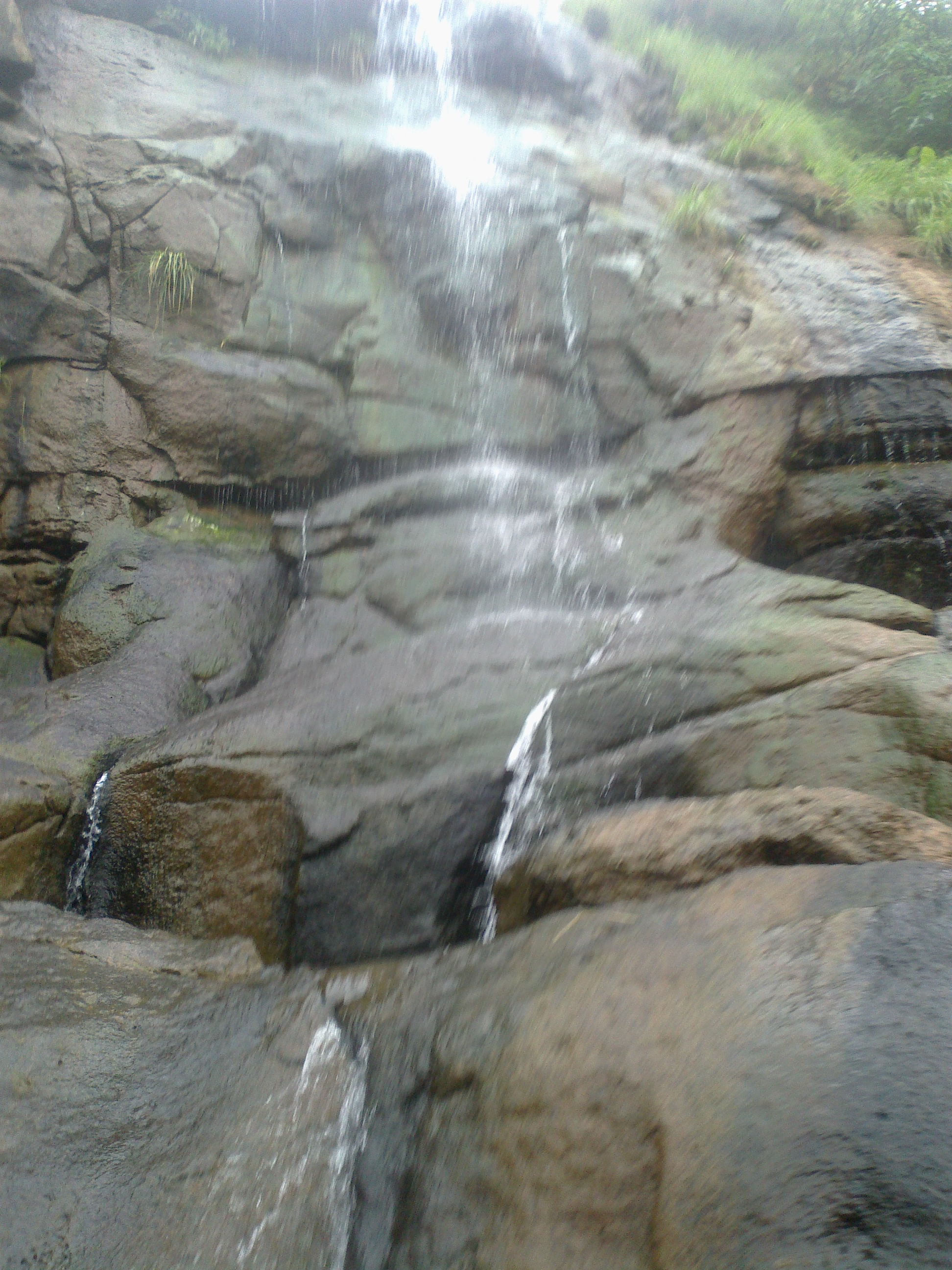
Cascada en les coves de Bhaja
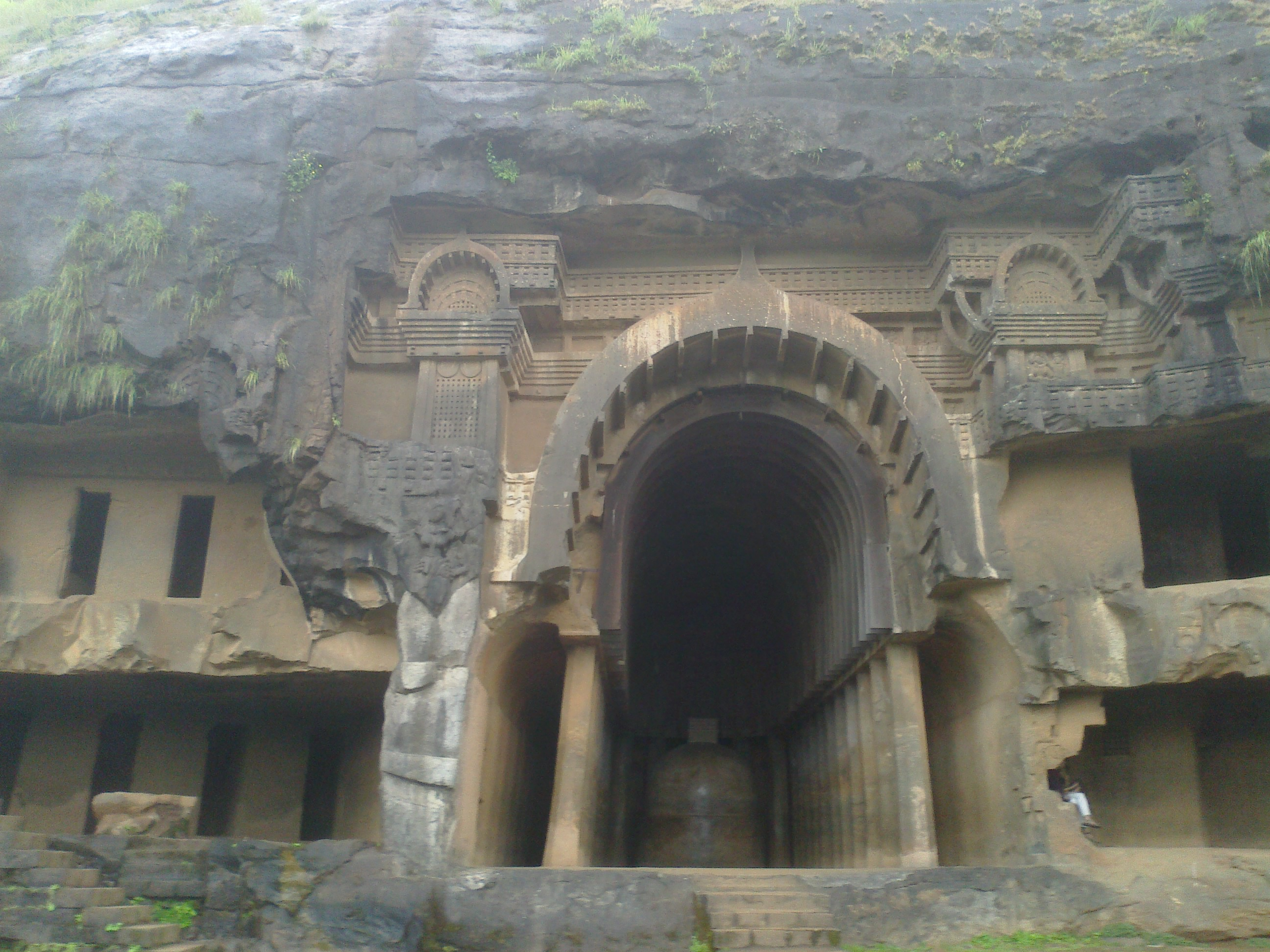
Part significativa de les coves de Bhaja
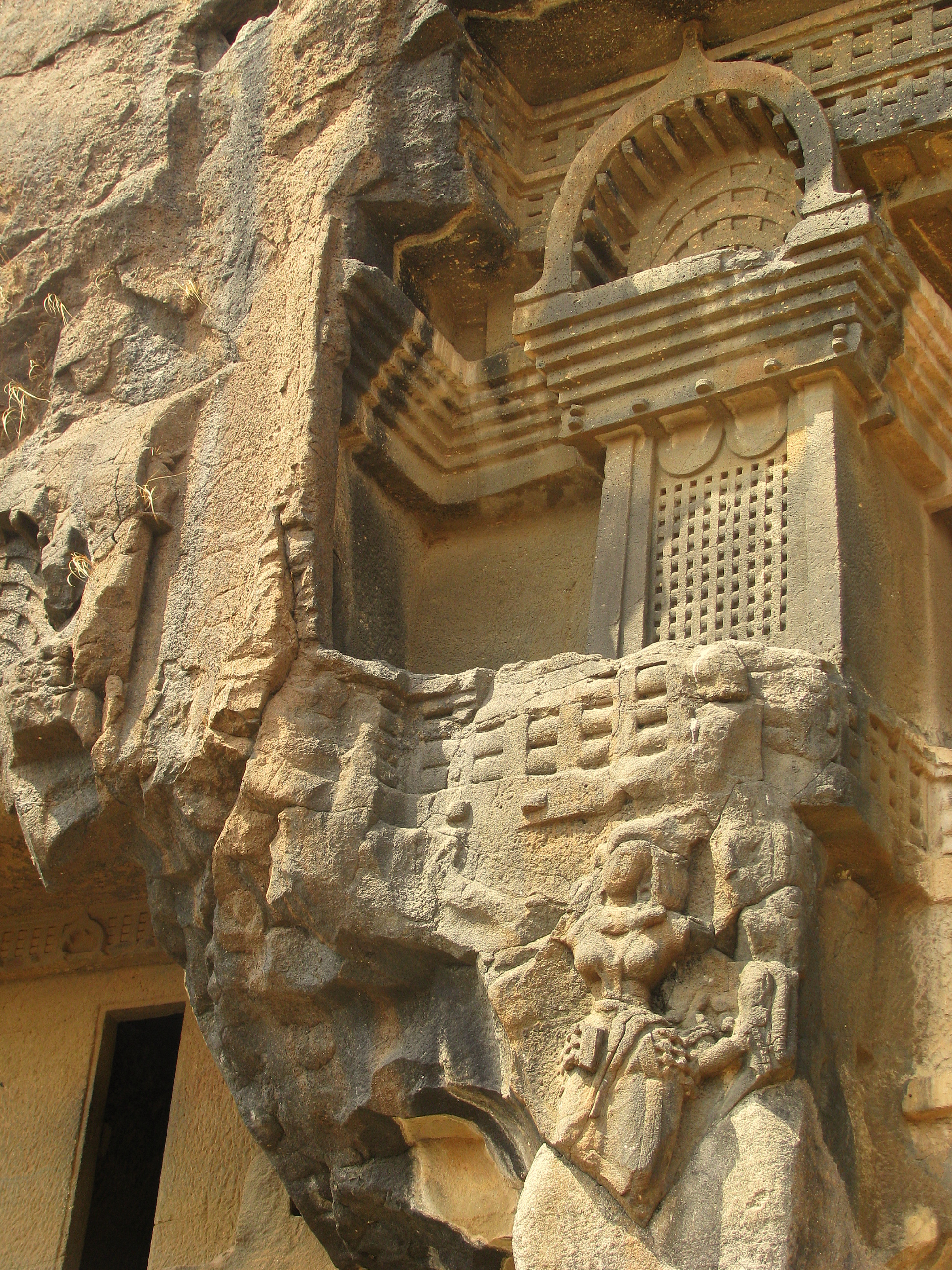
Façana de les coves
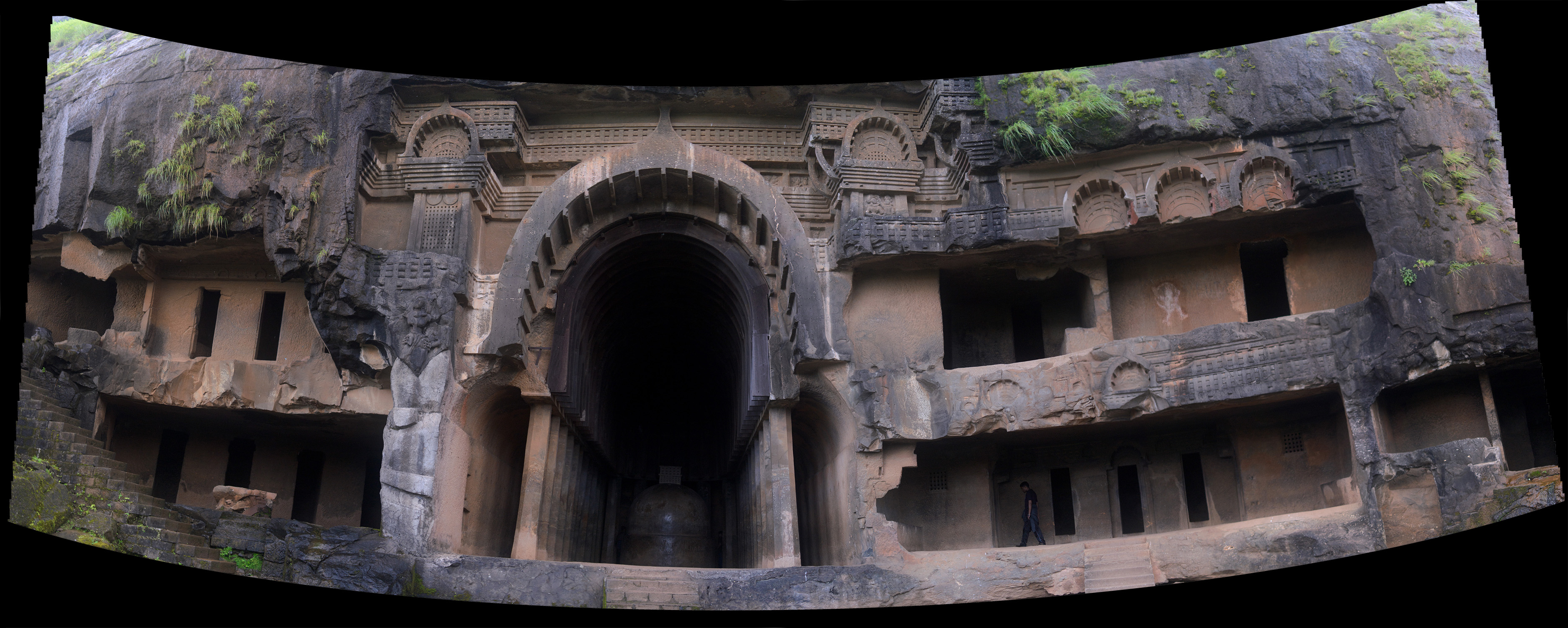
Panorama de les coves de Bhaja